# Anderby Creek
Anderby Creek – wieś w Anglii, w hrabstwie Lincolnshire. Leży 58 km na wschód od Lincoln i 197 km na północ od Londynu.